# Serie B 2012-2013 (rugby a 15)
La stagione 2012-13 della serie B di rugby a 15 ha visto la partecipazione di 48 squadre divise in quattro gironi.
Durante la stagione regolare le 12 squadre di ciascun raggruppamento si sono affrontate in gironi all'italiana con partite di andata e ritorno. Al termine di essa del prime due classificate hanno avuto accesso ai play-off promozione, da cui sono state determinate le quattro formazioni promosse in serie A2, mentre le ultime due sono state retrocesse in serie C.

## Squadre partecipanti

### Girone A
- Alessandria
- Asti
- Biella
- CUS Genova
- Grande Milano
- Lecco
- Rugby Milano
- Parabiago
- Rovato
- Sondrio
- Union Rugby 96
- VII Rugby Torino

### Girone B
- CUS Perugia
- Cecina
- Firenze RC
- Livorno
- Noceto
- Pesaro
- Piacenza
- Prato Sesto
- Reno Bologna[1]
- Tirreno
- Vasari Arezzo
- Viterbo

### Girone C
- Bassa Bresciana
- Bassano
- Casale
- Conegliano
- CUS Ferrara
- Jesolo[2]
- Mirano
- Tarvisium
- Valsugana
- Lyons VeneziaMestre
- Villadose
- Villorba

### Girone D
- Amatori Messina
- Benevento
- Civitavecchia
- Colleferro[3]
- CUS Roma
- Frascati
- Gran Sasso
- Heliantide
- Partenope
- Primavera
- Rieti
- Segni[4]

## Stagione regolare

### Girone A
| 7-10-2012 | 1ª/12ª giornata         | 20-1-2013 |
| --------- | ----------------------- | --------- |
| 40-10     | Grande Milano - Asti    | 23-5      |
| 18-6      | Sondrio - CUS Genova    | 16-30     |
| 61-17     | Biella - Union Rugby 96 | 33-8      |
| 35-29     | Rovato - Lecco          | 10-12     |
| 7-13      | Parabiago - Milano      | 15-11     |
| 21-25     | Alessandria - VII Rugby | 10-26     |

| 28-10-2012 | 4ª/15ª giornata           | 3-3-2012 |
| ---------- | ------------------------- | -------- |
| 20-23      | VII Rugby - Grande Milano | 0-29     |
| 23-5       | Lecco - Asti              | 6-20     |
| 3-30       | Alessandria - Sondrio     | 6-11     |
| 14-21      | Milano - Biella           | 20-26    |
| 33-10      | CUS Genova - Parabiago    | 27-17    |
| 12-31      | Union Rugby 96 - Rovato   | 19-17    |

| 2-12-2012 | 7ª/18ª giornata         | 14-4-2013 |
| --------- | ----------------------- | --------- |
| 23-14     | Grande Milano - Sondrio | 26-37     |
| 6-9       | Asti - CUS Genova       | 19-33     |
| 15-16     | Parabiago - Biella      | 13-28     |
| 23-0      | Rovato - Alessandria    | 41-11     |
| 29-11     | VII Rugby - Milano      | 17-20     |
| 19-15     | Lecco - Union Rugby 96  | 6-13      |

| 23-12-2012 | 10ª/21ª giornata          | 5-5-2013 |
| ---------- | ------------------------- | -------- |
| 12-3       | Parabiago - Grande Milano | 10-37    |
| 31-12      | Rovato - Asti             | 14-27    |
| 16-3       | Sondrio - Lecco           | 10-25    |
| 24-19      | Biella - VII Rugby        | 48-10    |
| 0-22       | Alessandria - CUS Genova  | 5-24     |
| 28-17      | Milano - Union Rugby 96   | 20-21    |

| 14-10-2012 | 2ª/13ª giornata                | 27-1-2013 |
| ---------- | ------------------------------ | --------- |
| 17-40      | Union Rugby 96 - Grande Milano | 8-25      |
| 16-18      | Asti - Sondrio                 | 18-16     |
| 25-22      | CUS Genova - Biella            | 13-16     |
| 34-34      | VII Rugby - Rovato             | 19-29     |
| 8-16       | Lecco - Parabiago              | 0-26      |
| 51-7       | Milano - Alessandria           | 19-12     |

| 4-11-2012 | 5ª/16ª giornata            | 24-3-2013 |
| --------- | -------------------------- | --------- |
| 12-20     | Grande Milano - CUS Genova | 10-23     |
| 26-11     | Asti - Union Rugby 96      | 8-5       |
| 14-8      | Biella - Sondrio           | 17-15     |
| 18-13     | Rovato - Milano            | 24-34     |
| 36-21     | Parabiago - Alessandria    | 29-12     |
| 15-18     | VII Rugby - Lecco          | 8-8       |

| 9-12-2012 | 8ª/19ª giornata              | 21-4-2013 |
| --------- | ---------------------------- | --------- |
| 12-6      | Milano - Grande Milano       | 9-5       |
| 26-10     | Parabiago - Asti             | 18-16     |
| 24-20     | Sondrio - Rovato             | 10-15     |
| 41-16     | Biella - Lecco               | 16-9      |
| 67-17     | CUS Genova - VII Rugby       | 28-23     |
| 12-6      | Alessandria - Union Rugby 96 | 10-6      |

| 13-1-2012 | 11ª/22ª giornata         | 12-5-2013 |
| --------- | ------------------------ | --------- |
| 29-20     | Grande Milano - Rovato   | 26-20     |
| 3-26      | Asti - Biella            | 17-24     |
| 11-8      | Union Rugby 96 - Sondrio | 22-26     |
| 15-5      | CUS Genova - Milano      | 12-24     |
| 9-13      | VII Rugby - Parabiago    | 18-17     |
| 16-3      | Lecco - Alessandria      | 52-8      |

| 21-10-2012 | 3ª/14ª giornata            | 17-2-2013 |
| ---------- | -------------------------- | --------- |
| 43-5       | Grande Milano - Lecco      | 21-20     |
| 18-23      | Asti - VII Rugby           | 13-20     |
| 19-29      | Sondrio - Milano           | 7-21      |
| 45-7       | Biella - Alessandria       | 66-0      |
| 31-19      | Rovato - CUS Genova        | 50-8      |
| 42-27      | Parabiago - Union Rugby 96 | 19-17     |

| 11-11-2012 | 6ª/17ª giornata             | 7-4-2013 |
| ---------- | --------------------------- | -------- |
| 15-45      | Alessandria - Grande Milano | 13-52    |
| 25-7       | Milano - Asti               | 14-17    |
| 12-13      | Parabiago - Sondrio         | 27-24    |
| 32-10      | Biella - Rovato             | 18-16    |
| 33-5       | CUS Genova - Lecco          | 20-5     |
| 22-18      | Union Rugby 96 - VII Rugby  | 8-21     |

| 16-12-2012 | 9ª/20ª giornata             | 28-4-2013 |
| ---------- | --------------------------- | --------- |
| 12-15      | Grande Milano - Biella      | 19-25     |
| 16-10      | Asti -Alessandria           | 36-8      |
| 42-39      | VII Rugby - Sondrio         | 19-17     |
| 18-25      | Union Rugby 96 - CUS Genova | 5-26      |
| 19-10      | Rovato - Parabiago          | 38-9      |
| 13-24      | Lecco - Milano              | 15-9      |

#### Classifica
|  |     | Squadra          | G  | V  | N | P  | PF  | PS  | P±   | B  | Pt |
|  | --- | ---------------- | -- | -- | - | -- | --- | --- | ---- | -- | -- |
|  | 1.  | Biella           | 22 | 20 | 0 | 2  | 621 | 298 | 323  | 11 | 91 |
|  | 2.  | CUS Genova       | 22 | 18 | 0 | 4  | 562 | 291 | 271  | 10 | 82 |
|  | 3.  | Grande Milano    | 22 | 15 | 0 | 7  | 555 | 324 | 231  | 15 | 75 |
|  | 4.  | Parabiago        | 22 | 14 | 0 | 8  | 438 | 362 | 76   | 11 | 67 |
|  | 5.  | Rugby Milano     | 22 | 13 | 0 | 9  | 426 | 330 | 96   | 9  | 61 |
|  | 6.  | Rovato           | 22 | 11 | 1 | 10 | 482 | 472 | 10   | 11 | 57 |
|  | 7.  | VII Rugby Torino | 22 | 9  | 2 | 11 | 436 | 515 | −79  | 8  | 48 |
|  | 8.  | Sondrio          | 22 | 9  | 0 | 13 | 394 | 404 | −10  | 12 | 48 |
|  | 9.  | Lecco            | 22 | 9  | 1 | 12 | 320 | 400 | −80  | 4  | 42 |
|  | 10. | Asti             | 22 | 7  | 0 | 15 | 316 | 436 | −120 | 7  | 35 |
|  | 11. | Union Rugby 96   | 22 | 4  | 0 | 18 | 300 | 533 | −233 | 9  | 25 |
|  | 12. | Alessandria      | 22 | 1  | 0 | 21 | 190 | 675 | −485 | 5  | 9  |

### Girone B
| 7-10-2012 | 1ª/12ª giornata      | 20-1-2013 |
| --------- | -------------------- | --------- |
| 12-11     | Firenze - Pesaro     | 5-38      |
| 46-0      | Tirreno - Livorno    | 0-27      |
| 25-12     | Viterbo - Reno Rugby | 20-8      |
| 31-18     | Prato Sesto - Cecina | 11-0      |
| 24-13     | Piacenza - Arezzo    | 3-15      |
| 23-16     | CUS Perugia - Noceto | 14-9      |

| 28-10-2012 | 4ª/15ª giornata          | 3-3-2012 |
| ---------- | ------------------------ | -------- |
| 29-5       | Noceto - Firenze         | 20-13    |
| 12-23      | Cecina - Pesaro          | 16-39    |
| 12-3       | CUS Perugia - Tirreno    | 24-20    |
| 27-12      | Arezzo - Viterbo         | 11-6     |
| 20-33      | Livorno - Piacenza       | 10-22    |
| 25-10      | Reno Rugby - Prato Sesto | 6-57     |

| 2-12-2012 | 7ª/18ª giornata           | 14-4-2013 |
| --------- | ------------------------- | --------- |
| 16-12     | Firenze - Tirreno         | 9-30      |
| 27-15     | Pesaro - Livorno          | 27-16     |
| 21-11     | Piacenza - Viterbo        | 15-21     |
| 8-19      | Prato Sesto - CUS Perugia | 16-10     |
| 24-5      | Noceto - Arezzo           | 17-18     |
| 13-7      | Cecina - Reno Rugby       | 20-33     |

| 23-12-2012 | 10ª/21ª giornata      | 5-5-2013 |
| ---------- | --------------------- | -------- |
| 42-0       | Piacenza - Firenze    | 20-27    |
| 20-13      | Prato Sesto - Pesaro  | 23-17    |
| 11-10      | Tirreno - Cecina      | 16-23    |
| 5-9        | Viterno - Noceto      | 14-15    |
| 18-12      | CUS Perugia - Livorno | 47-7     |
| 7-20       | Arezzo - Reno Rugby   | 14-15    |

| 14-10-2012 | 2ª/13ª giornata      | 27-1-2013 |
| ---------- | -------------------- | --------- |
| 24-17      | Reno Rugby - Firenze | 7-27      |
| 31-15      | Pesaro - Tirreno     | 28-5      |
| 29-26      | Livorno - Viterbo    | 19-0      |
| 17-10      | Noceto - Prato Sesto | 3-22      |
| 15-34      | Cecina - Piacenza    | 22-14     |
| 0-18       | Arezzo - CUS Perugia | 13-15     |

| 4-11-2012 | 5ª/16ª giornata        | 24-3-2013 |
| --------- | ---------------------- | --------- |
| 8-15      | Firenze - Livorno      | 7-15      |
| 37-20     | Pesaro - Reno Rugby    | 24-7      |
| 41-3      | Tirreno - Viterbo      | 13-18     |
| 24-9      | Prato Sesto - Arezzo   | 23-18     |
| 13-20     | Piacenza - CUS Perugia | 11-31     |
| 25-3      | Noceto - Cecina        | 22-23     |

| 9-12-2012 | 8ª/19ª giornata          | 21-4-2013 |
| --------- | ------------------------ | --------- |
| 19-20     | Arezzo - Firenze         | 42-25     |
| 16-19     | Piacenza - Pesaro        | 15-23     |
| 12-28     | Tirreno - Prato Sesto    | 5-45      |
| 14-17     | Viterbo - Cecina         | 18-20     |
| 26-25     | Livorno - Noceto         | 0-38      |
| 31-20     | CUS Perugia - Reno Rugby | 29-36     |

| 13-1-2012 | 11ª/22ª giornata      | 12-5-2013 |
| --------- | --------------------- | --------- |
| 7-37      | Firenze - Prato Sesto | 19-74     |
| 46-5      | Pesaro - Viterbo      | 12-5      |
| 14-26     | Reno Rugby - Tirreno  | 42-16     |
| 30-20     | Livorno - Arezzo      | 17-44     |
| 29-22     | Noceto - Piacenza     | 30-28     |
| 7-39      | Cecina - CUS Perugia  | 5-47      |

| 21-10-2012 | 3ª/14ª giornata       | 17-2-2013 |
| ---------- | --------------------- | --------- |
| 44-24      | Firenze - Cecina      | 16-27     |
| 9-9        | Pesaro - Noceto       | 6-9       |
| 33-13      | Tirreno - Arezzo      | 12-13     |
| 3-18       | Viterbo - CUS Perugia | 3-56      |
| 34-10      | Prato Sesto - Livorno | 47-19     |
| 24-15      | Piacenza - Reno Rugby | 34-29     |

| 11-11-2012 | 6ª/17ª giornata       | 7-4-2013 |
| ---------- | --------------------- | -------- |
| 31-12      | CUS Perugia - Firenze | 27-11    |
| 5-13       | Arezzo - Pesaro       | 13-22    |
| 17-19      | Tirreno - Piacenza    | 11-32    |
| 15-11      | Viterbo - Prato Sesto | 10-69    |
| 11-8       | Livorno - Cecina      | 13-27    |
| 25-26      | Reno Rugby - Noceto   | 19-40    |

| 16-12-2012 | 9ª/20ª giornata        | 28-4-2013 |
| ---------- | ---------------------- | --------- |
| 20-31      | Firenze - Viterbo      | 19-28     |
| 17-6       | Pesaro - CUS Perugia   | 18-19     |
| 14-6       | Noceto - Tirreno       | 16-28     |
| 23-29      | Reno Rugby - Livorno   | 10-7      |
| 21-16      | Prato Sesto - Piacenza | 36-7      |
| 23-14      | Cecina - Arezzo        | 32-54     |

#### Classifica
|  |     | Squadra       | G  | V  | N | P  | PF  | PS  | P±   | B  | Pen | Pt |
|  | --- | ------------- | -- | -- | - | -- | --- | --- | ---- | -- | --- | -- |
|  | 1.  | CUS Perugia   | 22 | 19 | 0 | 3  | 555 | 260 | 295  | 11 | 0   | 87 |
|  | 2.  | Prato Sesto   | 22 | 18 | 0 | 4  | 652 | 276 | 376  | 13 | 0   | 85 |
|  | 3.  | Pesaro        | 22 | 16 | 1 | 5  | 497 | 265 | 232  | 12 | 0   | 78 |
|  | 4.  | Noceto        | 22 | 14 | 1 | 7  | 442 | 319 | 123  | 12 | 0   | 70 |
|  | 5.  | Piacenza      | 22 | 10 | 0 | 12 | 465 | 437 | 28   | 12 | 0   | 52 |
|  | 6.  | Livorno       | 22 | 9  | 0 | 13 | 346 | 533 | −187 | 7  | 0   | 43 |
|  | 7.  | Cecina        | 22 | 9  | 0 | 13 | 365 | 535 | −170 | 4  | 0   | 40 |
|  | 8.  | Vasari Arezzo | 22 | 8  | 0 | 14 | 389 | 429 | −40  | 4  | 0   | 36 |
|  | 9.  | Tirreno       | 22 | 7  | 0 | 15 | 376 | 436 | −60  | 11 | 0   | 39 |
|  | 10. | Viterbo       | 22 | 7  | 0 | 15 | 293 | 509 | −216 | 10 | 0   | 38 |
|  | 11. | Reno Bologna  | 22 | 8  | 0 | 14 | 412 | 540 | −128 | 3  | 4   | 31 |
|  | 12. | Firenze RC    | 22 | 6  | 0 | 16 | 340 | 593 | −253 | 6  | 0   | 30 |

### Girone C
| 7-10-2012 | 1ª/12ª giornata               | 20-1-2013 |
| --------- | ----------------------------- | --------- |
| 9-36      | Villadose - Veneziamestre     | 16-8      |
| 17-0      | Casale - Jesolo               | 15-17     |
| 43-0      | Tarvisium - Bassano           | 14-7      |
| 7-9       | Mirano - Conegliano           | 33-22     |
| 18-10     | Bassa Bresciana - CUS Ferrara | 16-33     |
| 36-0      | Valsugana - Villorba          | 17-12     |

| 28-10-2012 | 4ª/15ª giornata            | 3-3-2012 |
| ---------- | -------------------------- | -------- |
| 18-0       | Villorba - Villadose       | 13-27    |
| 13-25      | Conegliano - Veneziamestre | 23-23    |
| 14-8       | Valsugana - Casale         | 19-9     |
| 5-12       | Jesolo - Bassa Bresciana   | 23-15    |
| 16-6       | CUS Ferrara - Tarvisium    | 12-59    |
| 0-30       | Bassano - Mirano           | 67-7     |

| 2-12-2012 | 7ª/18ª giornata             | 14-4-2013 |
| --------- | --------------------------- | --------- |
| 11-3      | Villadose - Casale          | 13-29     |
| 15-19     | Veneziamestre - Jesolo      | 15-13     |
| 17-31     | Bassa Bresciana - Tarvisium | 12-85     |
| 13-10     | Mirano - Valsugana          | 7-22      |
| 10-23     | Villorba - CUS Ferrara      | 13-7      |
| 10-9      | Conegliano - Bassano        | 21-17     |

| 23-12-2012 | 10ª/21ª giornata            | 5-5-2013 |
| ---------- | --------------------------- | -------- |
| 24-6       | Bassa Bresciana - Villadose | 0-18     |
| 17-16      | Mirano - Veneziamestre      | 9-23     |
| 15-10      | Casale - Conegliano         | 45-21    |
| 62-8       | Tarvisium - Villorba        | 26-0     |
| 25-11      | Valsugana - Jesolo          | 10-9     |
| 18-15      | CUS Ferrara - Bassano       | 9-13     |

| 14-10-2012 | 2ª/13ª giornata              | 27-1-2013 |
| ---------- | ---------------------------- | --------- |
| 5-3        | Bassano - Villadose          | 5-41      |
| 24-5       | Veneziamestre - Casale       | 26-5      |
| 10-18      | Jesolo - Tarvisium           | 8-31      |
| 21-18      | Villorba - Mirano            | 19-38     |
| 32-7       | Conegliano - Bassa Bresciana | 5-17      |
| 15-28      | CUS Ferrara - Valsugana      | 8-22      |

| 4-11-2012 | 5ª/16ª giornata             | 24-3-2013 |
| --------- | --------------------------- | --------- |
| 14-0      | Villadose - Jesolo          | 3-13      |
| 52-0      | Veneziamestre - Bassano     | 27-0      |
| 16-21     | Casale - Tarvisium          | 11-25     |
| 32-6      | Mirano - CUS Ferrara        | 8-5       |
| 7-24      | Bassa Bresciana - Valsugana | 34-5      |
| 13-10     | Villorba - Conegliano       | 16-16     |

| 9-12-2012 | 8ª/19ª giornata                 | 21-4-2013 |
| --------- | ------------------------------- | --------- |
| 17-7      | CUS Ferrara - Villadose         | 6-9       |
| 5-39      | Bassa Bresciana - Veneziamestre | 10-29     |
| 10-16     | Casale - Mirano                 | 43-24     |
| 36-9      | Tarvisium - Conegliano          | 6-44      |
| 34-8      | Jesolo - Villorba               | 15-23     |
| 82-19     | Valsugana - Bassano             | 21-41     |

| 13-1-2012 | 11ª/22ª giornata           | 12-5-2013 |
| --------- | -------------------------- | --------- |
| 11-22     | Villadose - Mirano         | 11-3      |
| 21-20     | Veneziamestre - Tarvisium  | 9-19      |
| 30-15     | Bassano - Casale           | 17-64     |
| 12-14     | Jesolo - CUS Ferrara       | 26-22     |
| 16-14     | Villorba - Bassa Bresciana | 43-37     |
| 3-30      | Conegliano - Valsugana     | 19-31     |

| 21-10-2012 | 3ª/14ª giornata           | 17-2-2013 |
| ---------- | ------------------------- | --------- |
| 27-10      | Villadose - Conegliano    | 44-17     |
| 24-20      | Veneziamestre - Villorba  | 5-9       |
| 29-21      | Casale - CUS Ferrara      | 22-28     |
| 3-25       | Tarvisium - Valsugana     | 19-18     |
| 17-17      | Mirano - Jesolo           | 11-13     |
| 31-36      | Bassa Bresciana - Bassano | 24-34     |

| 11-11-2012 | 6ª/17ª giornata             | 7-4-2013 |
| ---------- | --------------------------- | -------- |
| 20-11      | Valsugana - Villadose       | 29-19    |
| 20-30      | CUS Ferrara - Veneziamestre | 13-24    |
| 31-5       | Casale - Bassa Bresciana    | 20-25    |
| 13-10      | Tarvisium - Mirano          | 16-12    |
| 21-14      | Jesolo - Conegliano         | 20-28    |
| 13-10      | Bassano - Villorba          | 18-22    |

| 16-12-2012 | 9ª/20ª giornata           | 28-4-2013 |
| ---------- | ------------------------- | --------- |
| 6-25       | Villadose - Tarvisium     | 13-24     |
| 11-16      | Veneziamestre - Valsugana | 6-11      |
| 7-54       | Villorba - Casale         | 25-20     |
| 8-20       | Bassano - Jesolo          | 22-18     |
| 33-8       | Mirano - Bassa Bresciana  | 17-13     |
| 33-24      | Conegliano - CUS Ferrara  | 16-32     |

#### Classifica
|  |     | Squadra         | G  | V  | N | P  | PF  | PS  | P±   | B  | Pen | Pt |
|  | --- | --------------- | -- | -- | - | -- | --- | --- | ---- | -- | --- | -- |
|  | 1.  | Valsugana       | 22 | 20 | 0 | 2  | 562 | 235 | 327  | 14 | 0   | 94 |
|  | 2.  | Tarvisium       | 22 | 19 | 0 | 3  | 640 | 246 | 394  | 10 | 0   | 86 |
|  | 3.  | Veneziamestre   | 22 | 13 | 1 | 8  | 467 | 296 | 171  | 13 | 0   | 67 |
|  | 4.  | Mirano          | 22 | 12 | 1 | 9  | 444 | 315 | 129  | 12 | 0   | 62 |
|  | 5.  | Casale          | 22 | 10 | 0 | 12 | 515 | 380 | 135  | 13 | 0   | 53 |
|  | 6.  | Villorba        | 22 | 10 | 1 | 11 | 326 | 512 | −186 | 4  | 0   | 46 |
|  | 7.  | Villadose       | 22 | 10 | 0 | 12 | 319 | 327 | −8   | 3  | 0   | 43 |
|  | 8.  | CUS Ferrara     | 22 | 8  | 0 | 14 | 359 | 448 | −89  | 9  | 0   | 41 |
|  | 9.  | Jesolo          | 22 | 9  | 1 | 12 | 321 | 357 | −36  | 7  | 4   | 41 |
|  | 10. | Bassano         | 22 | 8  | 0 | 14 | 302 | 663 | −361 | 7  | 0   | 39 |
|  | 11. | Conegliano      | 22 | 5  | 2 | 15 | 343 | 537 | −194 | 6  | 0   | 30 |
|  | 12. | Bassa Bresciana | 22 | 5  | 0 | 17 | 322 | 604 | −282 | 9  | 0   | 29 |

### Girone D
| 7-10-2012 | 1ª/12ª giornata             | 20-1-2013 |
| --------- | --------------------------- | --------- |
| 85-15     | Rieti - Civitavecchia       | 7-27      |
| 17-32     | Frascati - Segni            | 10-17     |
| 17-18     | Amatori Messina - Primavera | 23-7      |
| 18-15     | Colleferro - Gran Sasso     | 19-33     |
| 19-20     | Heliantide - Benevento      | 24-20     |
| 19-15     | Partenope - CUS Roma        | 8-19      |

| 28-10-2012 | 4ª/15ª giornata              | 3-3-2012 |
| ---------- | ---------------------------- | -------- |
| 15-18      | Civitavecchia - Partenope    | 40-36    |
| 5-18       | Rieti - Colleferro           | 5-22     |
| 32-13      | Segni - CUS Roma             | 35-39    |
| 13-29      | Primavera - Heliantide       | 5-36     |
| 26-8       | Benevento - Frascati         | 19-27    |
| 41-5       | Gran Sasso - Amatori Messina | 20-11    |

| 2-12-2012 | 7ª/18ª giornata              | 14-4-2013 |
| --------- | ---------------------------- | --------- |
| 50-24     | Segni - Civitavecchia        | 20-17     |
| 36-22     | Frascati - Rieti             | 34-23     |
| 18-20     | Primavera - Benevento        | 12-30     |
| 3-19      | CUS Roma - Gran Sasso        | 7-40      |
| 23-22     | Heliantide - Partenope       | 21-17     |
| 0-5       | Amatori Messina - Colleferro | 22-34     |

| 23-12-2012 | 10ª/21ª giornata             | 5-5-2013 |
| ---------- | ---------------------------- | -------- |
| 19-26      | Civitavecchia - Benevento    | 20-41    |
| 13-24      | Rieti - Gran Sasso           | 29-31    |
| 18-9       | Colleferro - Segni           | 15-9     |
| 68-22      | Partenope - Primavera        | 24-35    |
| 22-24      | Frascati - CUS Roma          | 15-30    |
| 12-30      | Amatori Messina - Heliantide | 19-20    |

| 14-10-2012 | 2ª/13ª giornata                 | 27-1-2013 |
| ---------- | ------------------------------- | --------- |
| 11-11      | Civitavecchia - Amatori Messina | 9-16      |
| 10-22      | Segni - Rieti                   | 13-20     |
| 17-17      | Primavera - Frascati            | 13-19     |
| 42-21      | Gran Sasso - Partenope          | 20-17     |
| 18-8       | Benevento - Colleferro          | 10-27     |
| 18-13      | CUS Roma - Heliantide           | 10-38     |

| 4-11-2012 | 5ª/16ª giornata          | 24-3-2013 |
| --------- | ------------------------ | --------- |
| 34-16     | Frascati - Civitavecchia | 5-22      |
| 17-3      | Amatori Messina - Rieti  | 14-36     |
| 21-22     | Primavera - Segni        | 23-22     |
| 3-24      | Heliantide - Gran Sasso  | 16-36     |
| 10-11     | CUS Roma - Benevento     | 23-28     |
| 15-13     | Colleferro - Partenope   | 13-17     |

| 9-12-2012 | 8ª/19ª giornata            | 21-4-2013 |
| --------- | -------------------------- | --------- |
| 23-23     | Civitavecchia - Heliantide | 19-25     |
| 16-3      | Rieti - Benevento          | 14-23     |
| 52-6      | Gran Sasso - Segni         | 41-19     |
| 10-7      | Colleferro - Primavera     | 43-29     |
| 27-23     | Partenope - Frascati       | 20-22     |
| 5-10      | Amatori Messina - CUS Roma | 19-19     |

| 13-1-2012 | 11ª/22ª giornata           | 12-5-2013 |
| --------- | -------------------------- | --------- |
| 67-29     | Gran Sasso - Civitavecchia | 43-7      |
| 23-16     | Primavera - Rieti          | 13-27     |
| 7-9       | Segni - Amatori Messina    | 12-50     |
| 24-3      | Heliantide - Frascati      | 31-24     |
| 13-7      | Benevento - Partenope      | 29-11     |
| 8-3       | CUS Roma - Colleferro      | 5-28      |

| 21-10-2012 | 3ª/14ª giornata             | 17-2-2013 |
| ---------- | --------------------------- | --------- |
| 26-5       | Colleferro - Civitavecchia  | 26-26     |
| 12-15      | Partenope - Rieti           | 3-16      |
| 30-8       | Heliantide - Segni          | 30-20     |
| 15-30      | CUS Roma - Primavera        | 37-13     |
| 16-29      | Frascati - Gran Sasso       | 15-21     |
| 6-24       | Amatori Messina - Benevento | 19-20     |

| 11-11-2012 | 6ª/17ª giornata             | 7-4-2013 |
| ---------- | --------------------------- | -------- |
| 15-35      | Civitavecchia - CUS Roma    | 5-19     |
| 25-0       | Rieti - Heliantide          | 10-33    |
| 60-7       | Benevento - Segni           | 25-18    |
| 66-3       | Gran Sasso - Primavera      | 17-20    |
| 20-3       | Colleferro - Frascati       | 27-5     |
| 19-13      | Partenope - Amatori Messina | 22-30    |

| 16-12-2012 | 9ª/20ª giornata            | 28-4-2013 |
| ---------- | -------------------------- | --------- |
| 20-22      | Primavera - Civitavecchia  | 33-13     |
| 5-6        | CUS Roma - Rieti           | 15-28     |
| 31-25      | Segni - Partenope          | 19-37     |
| 41-13      | Frascati - Amatori Messina | 14-26     |
| 10-17      | Benevento - Gran Sasso     | 6-29      |
| 32-7       | Heliantide - Colleferro    | 22-30     |

#### Classifica
|  |     | Squadra         | G  | V  | N | P  | PF  | PS  | P±   | B  | Pen | Pt |
|  | --- | --------------- | -- | -- | - | -- | --- | --- | ---- | -- | --- | -- |
|  | 1.  | Gran Sasso      | 22 | 20 | 0 | 2  | 727 | 293 | 434  | 16 | 0   | 96 |
|  | 2.  | Benevento       | 22 | 16 | 0 | 6  | 480 | 359 | 121  | 9  | 0   | 73 |
|  | 3.  | Colleferro      | 22 | 16 | 1 | 5  | 431 | 298 | 133  | 9  | 4   | 71 |
|  | 4.  | Heliantide      | 22 | 15 | 1 | 6  | 523 | 385 | 138  | 8  | 0   | 70 |
|  | 5.  | Rieti           | 22 | 11 | 0 | 11 | 443 | 388 | 55   | 7  | 0   | 51 |
|  | 6.  | CUS Roma        | 22 | 10 | 1 | 11 | 379 | 431 | −52  | 8  | 0   | 50 |
|  | 7.  | Frascati        | 22 | 7  | 1 | 14 | 410 | 499 | −89  | 11 | 0   | 41 |
|  | 8.  | Amatori Messina | 22 | 7  | 2 | 13 | 359 | 422 | −63  | 9  | 0   | 41 |
|  | 9.  | Partenope       | 22 | 7  | 0 | 15 | 463 | 491 | −28  | 13 | 0   | 41 |
|  | 10. | Primavera       | 22 | 7  | 1 | 14 | 397 | 593 | −196 | 8  | 0   | 38 |
|  | 11. | Civitavecchia   | 22 | 4  | 3 | 15 | 398 | 670 | −272 | 8  | 0   | 30 |
|  | 12. | Segni           | 22 | 7  | 0 | 15 | 421 | 602 | −181 | 9  | 8   | 29 |

## Play-off promozione

### Andata
| 26 maggio 2013 | CUS Genova | 21 – 7 | CUS Perugia |  |

| 26 maggio 2013 | Cavalieri Union | 37 – 11 | Biella |  |

| 26 maggio 2013 | Tarvisium | 22 – 5 | Gran Sasso |  |

| 26 maggio 2013 | Benevento | 22 – 12 | Valsugana |  |

### Ritorno
| 2 giugno 2013 | CUS Perugia | 12 – 30 | CUS Genova |  |

| 2 giugno 2013 | Biella | 24 – 25 | Cavalieri Union |  |

| 2 giugno 2013 | Gran Sasso | 26 – 9 | Tarvisium |  |

| 2 giugno 2013 | Valsugana | 46 – 3 | Benevento |  |

## Verdetti
- CUS Genova, Gran Sasso, Cavalieri Union e Valsugana promosse in serie A2.
- Alessandria, Bassa Bresciana, Civitavecchia, Conegliano, Firenze RC, Reno Bologna, Segni e Union Rugby 96 retrocesse in serie C.